# Lilla Mörtsjön (Järvsö socken, Hälsingland)
Lilla Mörtsjön är en sjö i Ljusdals kommun i Hälsingland och ingår i Ljusnans huvudavrinningsområde.